# D. Worth Clark
David Worth Clark, född 2 april 1902 i Idaho Falls i Idaho, död 19 juni 1955 i Los Angeles i Kalifornien, var en amerikansk demokratisk politiker. Han representerade delstaten Idaho i båda kamrarna av USA:s kongress, först i representanthuset 1935–1939 och sedan i senaten 1939–1945.
Clark avlade 1922 grundexamen vid University of Notre Dame. Han avlade 1925 juristexamen vid Harvard Law School och inledde sedan sin karriär som advokat i Pocatello. Han var delstatens biträdande justitieminister (Assistant Attorney General of Idaho) 1933-1935.
Kongressledamot Thomas C. Coffin, som representerade Idahos andra distrikt i representanthuset, avled 1934 i ämbetet. Clark efterträdde Coffin i representanthuset. Han omvaldes 1936. Clark besegrade sittande senatorn James P. Pope i demokraternas primärval inför senatsvalet 1938. Han vann sedan själva senatsvalet och efterträdde Pope som senator i januari 1939. Glen H. Taylor besegrade Clark i demokraternas primärval inför senatsvalet 1944 och efterträdde honom som senator i januari 1945. Clark besegrade i sin tur Taylor i primärvalet inför senatsvalet 1950 men förlorade mot republikanen Herman Welker i själva senatsvalet.
Clarks grav finns på Holy Cross Cemetery i Culver City.